# Дверен
Дверен — давньоруське місто в київській землі, згадується в літописному «Списку руських міст далеких і близьких». Розташування до кінця не з'ясоване, однак відомо, що він розташовувався на річці Рось. За припущенням Петра Голубовського, знаходився на лівому березі цієї річки між Роднем і Корсунем. Можливо, це сучасне село Набутів Черкаського району Черкаської області. За іншими припущеннями - це Деренковець Черкаського району Черкаської області.
Виник за часів Русі-України і був однією з ланок Пороський оборонної лінії, заснований князь Володимиром Великим для захисту Русі від степовиків.
У Дверені згодом оселилася чорноклобуцька шляхта, найманці.
Місто запустіло в XV столітті в результаті татарських набігів на південні рубежі Великого князівства Литовського. Одним з таких руйнівних набігів був похід кримського хана Менглі-Ґерая на Київ у 1482 році. Всі чорні клобуки були знищені.